# Craig Oliver
Pour les articles homonymes, voir Oliver.
Craig Oliver, né le 8 novembre 1938, est un journaliste et un animateur de télévision canadien. Pendant quarante-neuf ans, il est le journaliste politique en chef du réseau CTV.
Intéressé par la politique depuis son jeune âge, Oliver a commencé sa carrière en journalisme avec la Société Radio-Canada. Lorsqu'il passe à CTV en 1972, il couvre l'actualité des Prairies canadiennes.
Pendant sa longue carrière, il a notamment été correspondant de CTV à Washington et à Ottawa. À toutes les semaines, il interroge les hommes politiques sur l'émission Question Period avec Jane Taber.  Il dit que le reportage le plus intéressant de sa carrière fut le référendum québécois de 1995. 

## Honneurs
- Deux prix Gemini en 1994
- Prix du président pour l'excellence dans le journalisme parlé au Canada, 1995
- Membre du temple de la renommée de la télévision au Canada
- Prix Charles-Lynch, 2000